# Michael Dwyer
Michael Dwyer (4 febbraio 1879 – New Glasgow, 28 dicembre 1953) è stato un politico canadese.
Fu una figura politica in Nuova Scozia, Canada. Egli rappresentò il Cape Breton Centre nella Nova Scotia House of Assembly dal 1933 al 1939 come membro della parte liberale della Nuova Scozia.

## Vita
Nato in Irlanda, figlio di Richard Dwyer e Bridget Doyle, si trasferì in Canada nel 1889. Fu istruito nel New Glasgow, Nuova Scozia. Nel 1907 sposò Beatrice S. Campbell. Dwyer fu sindaco di Sydney Mines (Nuova Scozia) dal 1926 al 1930. Tentò senza successo le elezioni per la Camera dei comuni canadese nel 1926 e nel 1930. Dwyer fu poi Ministro delle miniere e dei lavori pubblici, nonché Ministro del lavoro, nel Consiglio esecutivo della provincia dal 1933 al 1938. In seguito si dimise per diventare presidente e manager generale della Nova Scotia Steel and Coal Company. Dwyer servì come sovrintendente regionale marittimo per la National Shipbuilders' Security (NSS) dal 1942 al 1945. Fu quindi sindaco di New Glasgow dal 1949 al 1950, dove morì all'età di 74 anni.